# إريك ليندبرغ
إريك ليندبرغ (بالسويدية: Erik Lindberg)‏ هو نقاش سويدي، ولد في 31 ديسمبر 1873 في Klara Church Parish ‏ في السويد، وتوفي في 28 سبتمبر 1966 في Oscar Parish ‏ في السويد.